# ارنست موچی
ارنست موچی (انگلیسی: Ernest Muçi؛ زادهٔ ۱۹ مارس ۲۰۰۱) بازیکن فوتبال اهل آلبانی است.
از باشگاه‌هایی که در آن بازی کرده‌است می‌توان به باشگاه فوتبال تیرانا اشاره کرد.
وی همچنین در تیم‌های ملی فوتبال زیر ۲۱ سال آلبانی، و آلبانی بازی کرده‌است.